# Thomas Eriksson (arkitekt)
Thomas Erik Olof Eriksson, född 24 december 1959, är en svensk arkitekt och möbelformgivare.
Eriksson etablerade eget kontor 1987 och har bland annat arbetet med SAS övergripande designkoncept och Ikea:s PS-kollektion. År 1992 ritade han ett medicinskåp för Cappellini som fick internationell uppmärksamhet och ingår i den permanenta samlingen på Museum of Modern Art i New York.